# آپاچی ویو
آپاچی ویو (به انگلیسی: Apache Wave، ویو به معنی موج) یک «ابزار ارتباط و همکاری شخصی» است که توسط گوگل و در ۲۷ مه، ۲۰۰۹ معرفی شد. و یک برنامه اینترنتی و پروتکل است که می‌تواند نامه الکترونیکی، پیام‌رسان فوری (مسنجرها)، ویکی‌ها و شبکه‌های اجتماعی مجازی (مانند فیس‌بوک) را ادغام کند. گوگل ویو یک نرم‌افزار مشارکتی، همزمان بوده و قابلیت افزودن افوزنه‌های متفاوتی دارد به طور مثال بررسی‌کننده دستور زبان که برای ۴۰ زبان کارائی دارد.